# Automolis epimela
Automolis epimela är en fjärilsart som beskrevs av Sergius G. Kiriakoff 1979. Automolis epimela ingår i släktet Automolis och familjen björnspinnare. Inga underarter finns listade i Catalogue of Life.